# 街机模拟器
街机模拟器指能够使电脑运行街机游戏的程序。
街机是一种放置在公共场所（通常是专门的游戏厅）内通过特定的计费方式供人娱乐的大型游戏机。模拟器是一种在特定的硬件平台上通过软件代码的形式模拟某些硬件的机能或者实时转换某些 CPU 指令集以使在此品台上能够运行为另一种硬件平台所开发的软件的一种程序。
最著名、最广为使用的街机模拟器如下：
- MAME：一套設計給個人電腦使用的應用軟體，其目標在於盡可能的忠實且精確地模擬許多街機遊戲，宗旨在於保存遊戲的歷史，並防止古老的遊戲被遺失或遺忘。

- WINKAWAKS：美国人 Mr.K 编写的基于 68000 芯片的模拟器，支持CPS1、CPS2和NEOGEO 的部分游戏游戏，其在国内流行的原因主要是对 KOF 系列的完美模拟。使用简单，功能强劲的一款模拟器。目前该模拟器因为作者个人的原因已转至 Cps2 Shock 接管

- Nebula：西班牙人 Elsemi 所开发的 68000 系统模拟器支持 Neo.Geo、Cps1、Cps2、少量 Konami 基板、IGS，拥有一套优秀的特殊视频渲染系统及各种模拟老式街机的显示效果。